# Barmer Stadthalle

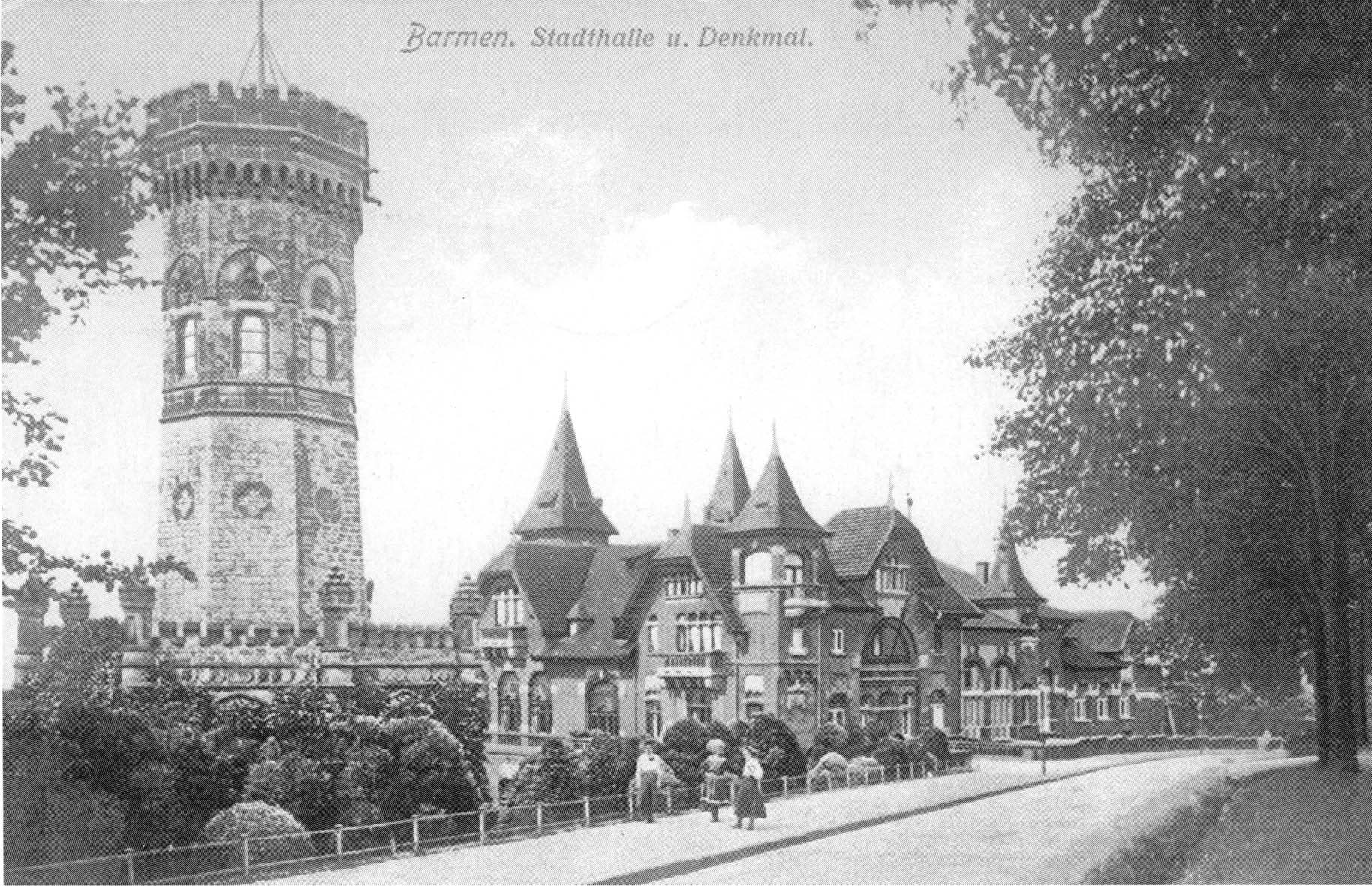
Barmer Stadthalle mit Kriegerdenkmal
(1895–1943, Bild um 1905)

Die Barmer Stadthalle war ein bedeutendes Bauwerk auf den Südhöhen der bis 1929 eigenständigen Großstadt Barmen.
Die Stadthalle wurde 1895–1897 in den Barmer Anlagen im Auftrag des Barmer Verschönerungsvereins errichtet. Ihr Architekt war der Leiter der Barmer Kunstgewerbeschule, Erdmann Hartig, der anschließend die Barmer Ruhmeshalle baute. Die Stadthalle bot mit einer Gesamtfläche von 2600 m² Raum für Veranstaltungen für 1800 Personen; der Konzertsaal war 770 m² groß. Die Verbindung mit dem Stadtzentrum gewährleistete die Barmer Bergbahn.
Die Stadthalle wurde bei den Luftangriffen auf Wuppertal am 30. Mai 1943 zerstört. Ein Wiederaufbau fand nicht statt; man wollte die Elberfelder Stadthalle als Veranstaltungsgebäude erhalten. Auf dem Gelände wurde nach dem Krieg die Hauptverwaltung der Barmer Ersatzkasse errichtet, in der heute der Wupperverband beheimatet ist.